# 阿里瓦卡章克申 (亞利桑那州)
阿里瓦卡章克申（英語：Arivaca Junction）是位於美國亞利桑那州皮馬縣的一個人口普查指定地區。根據2010年美國人口普查，該地共人口500人，而該地的面積約為7.57平方千米。

## 地理
阿里瓦卡章克申的座標為31°44′20″N 111°04′26″W / 31.73889°N 111.07389°W，而該地最高點為海拔高度957米（即3140英尺）。